# Полимент

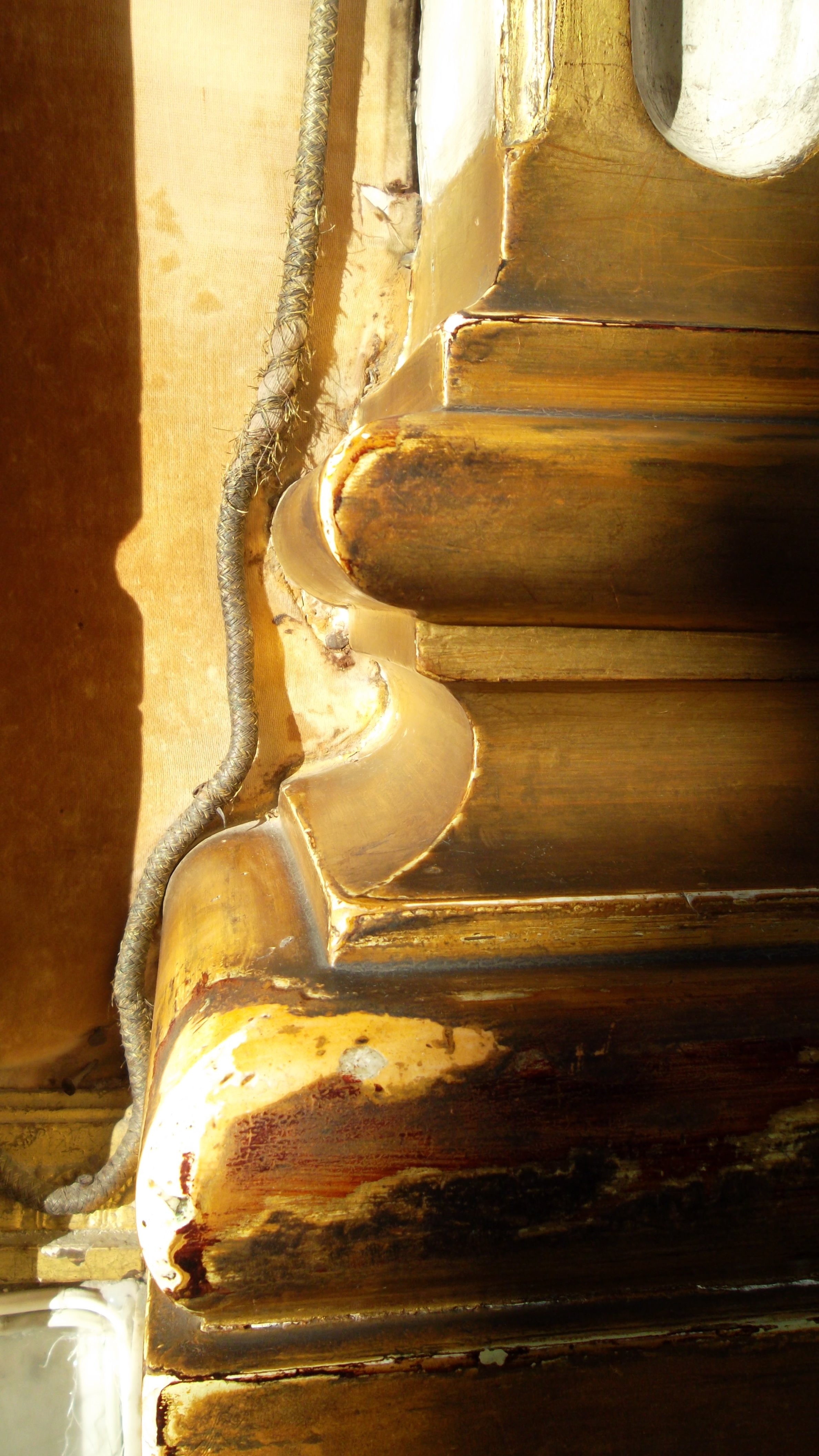
Истёртые слои полимента

Полиме́нт (через нем. Poliment, из фр. Poliment, от Polir — полировать) — клеящий тёмно-коричневого оттенка состав под позолоту.
Полимент составляют из сиены жжёной, охры и мумии. Перечисленные краски разводятся водой, растираются на каменной плите курантом до идеальной тонкости и затем просушиваются. Засушенная смесь и называется полиментом. Перед позолотой полимент размачивался и разводился на томлёном яичном белке.

В древнерусской иконописи полиментом (греч. Πολυμελές - многосложный) также называли жидкий, быстросохнущий клеящий состав из минеральных красок — охр, яичного белка и небольшого количества растительных или животных жиров. С конца XVI в. таким составом покрывали левкас (грунт) под позолоту. В XVII в. полимент приготовляли из красной глины — болюса, мыла, воска, китового жира и яичного белка. На полимент накладывали тонкую фольгу — сусальное золото и обрабатывали, создавая рельефный орнамент.

В несколько ином значении полимент — грунт, левкас из глины, воска и масла, которым покрывают поверхность дерева перед золочением. Золочение деревянной резьбы по полименту (из глины, воска, сала и яичного белка) характерно для искусства Барокко XVII—XVIII вв.

Полиментом также называют любое тонирование дерева с последующей полировкой «под позолоту».